# Culac

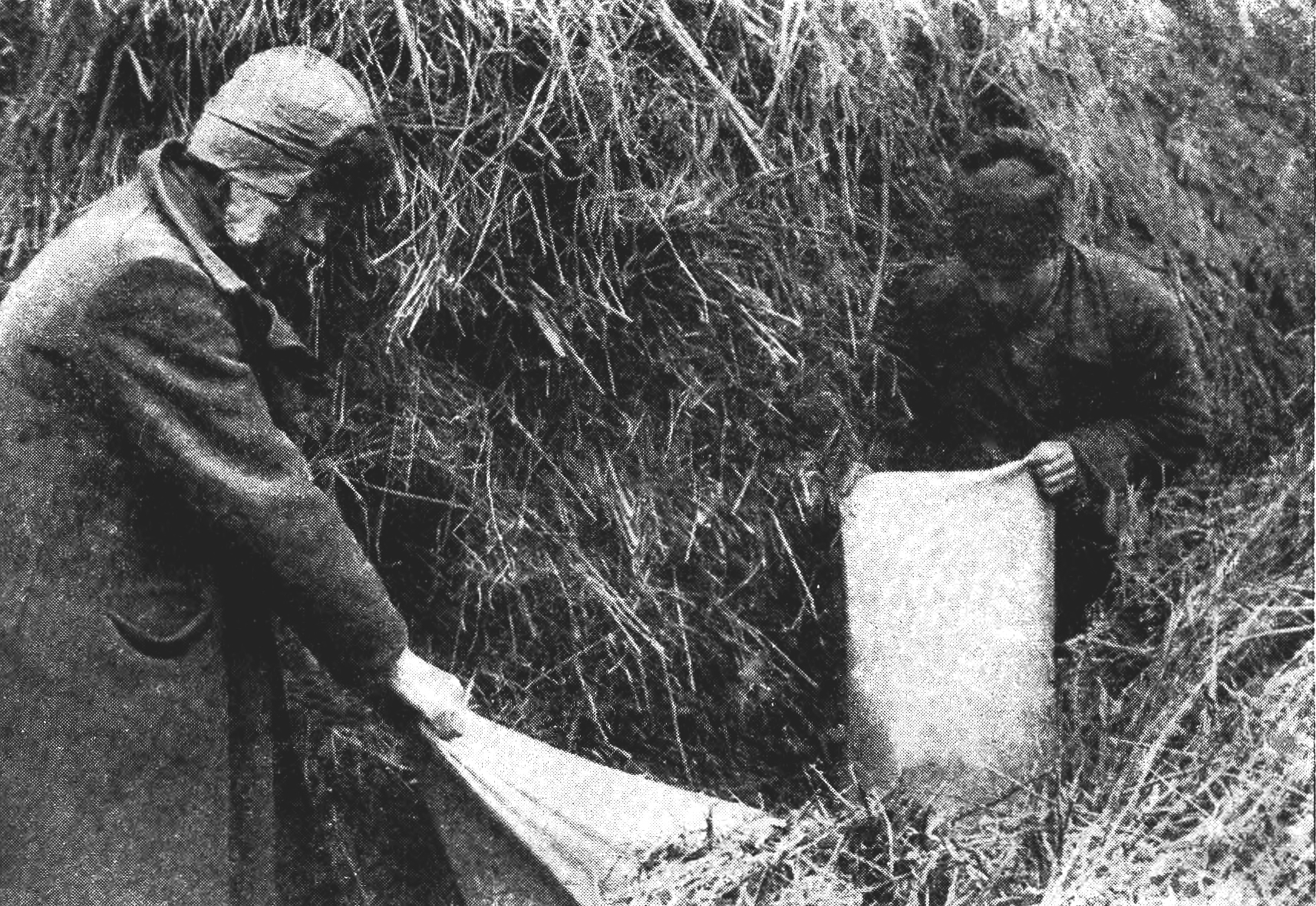
Confiscarea cerealelor de la țăranii „bogați” (culaci) în timpul colectivizării forțate în raionul Timașiovski, Kuban, Uniunea Sovietică, 1933

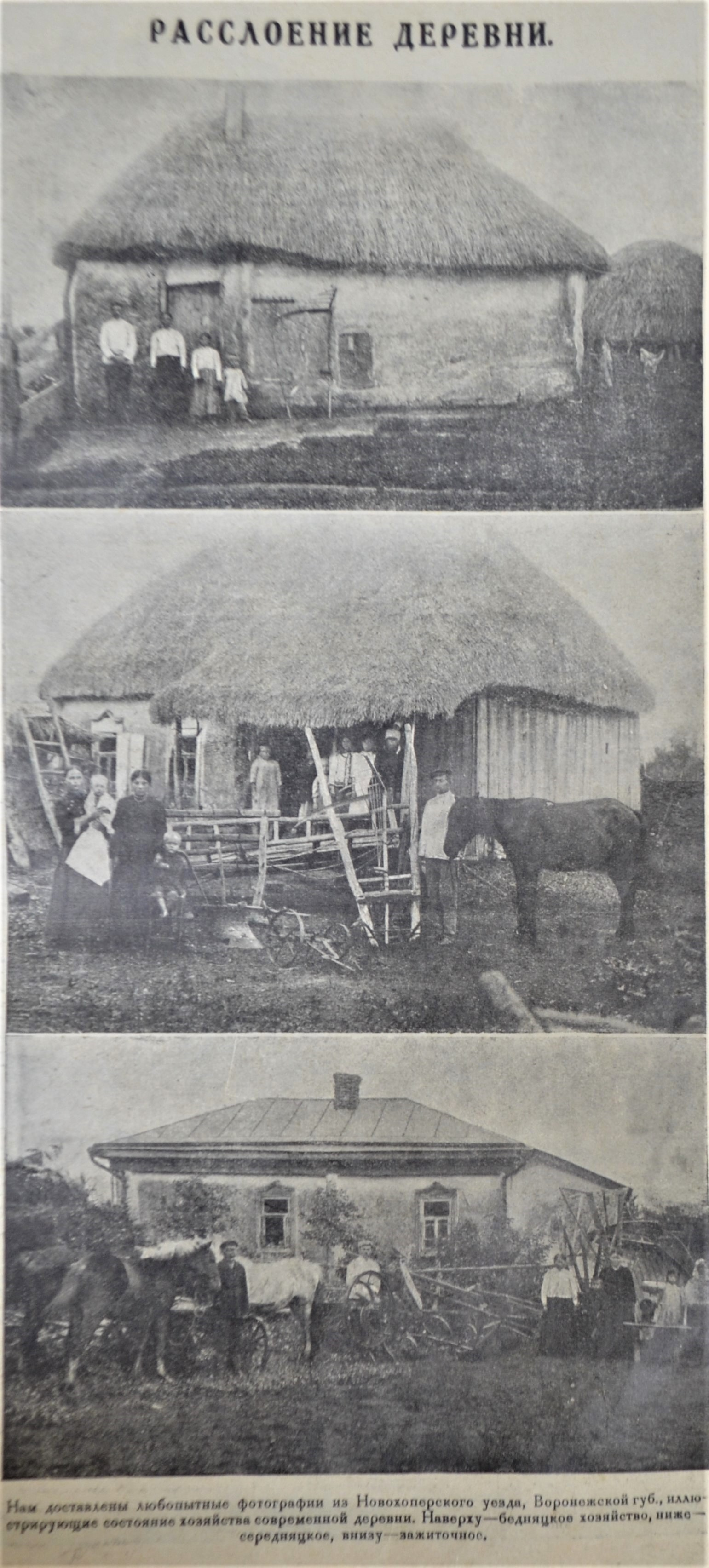
Ilustrație a celor trei mari categorii de țărani publicată de revista sovietică Projektor din 31 mai 1926. Legenda de sub ilustrație spune: „Am primit fotografii interesante din regiunea Novohoperski, gubernia Voronej, care arată situația dintr-un sat modern”. Sunt prezentate casele unor țărani săraci („bedniak”), mijlocași („seredniak”) și bogați („culac”)

Culac (din rusă кулак "pumn") este un termen peiorativ folosit pe scară largă în limbajul politic sovietic, prin care erau numiți țaranii relativ bogați din Imperiul Rus, care stăpâneau ferme mai întinse și care foloseau mâna de lucru angajată, ca rezultat al reformei lui Stolîpin începută în 1906. Intenția lui Piotr Stolîpin a fost să creeze un grup de fermieri prosperi, credincioși coroanei. În 1912, 16% (11% în 1903) dintre agricultorii ruși aveau peste 3,2 hectare pe membru masculin al familiei, (un prag folosit pentru a defini fermierii prosperi din clasa de mijloc, în statistici). Într-o oarecare măsură, termenul rusesc culac se poate traduce prin chiabur, termen folosit în România în perioada comunistă, tot cu nuanță peiorativă, făcând referire tot la țăranii mai înstăriți.

## Originile termenului
Țărănimea era împărțită de probă în trei mari categorii: bedniaci – sau țăranii săraci, seredniaci – sau țăranii cu o prosperitate medie și culaci' – țăranii bogați. În plus, mai exista și categoria batraci – cea a țăranilor fără pământ care căutau de muncă cu ziua.
După Revoluția Rusă, bolșevicii i-au considerat numai pe batraci și pe bedniaci ca pe adevărații aliați ai proletariatului. Seredniacii erau considerați ca oameni pe care nu se putea pune bază, aliați șovăielnici, iar culacii erau prin definiție dușmanii de clasă. Totuși, deseori țăranii declarați culaci nu erau în mod special prosperi. Dar atât țăranii cât și oficialitățile locale sovietice erau deseori nesigure în definirea acestei categorii, iar termenul era deseori folosit pentru oricine folosea muncitori angajați sau aveau o avere mai mare decât era "normal" în conformitate cu niște criterii artificiale.
În mai 1929 Sovnarkom a emis un decret care formaliza noțiunea de "gospodărie de culac" (кулацкое хозяйство). Oricare dintre următoarele caracteristici definea un culac: 
- folosirea în mod regulat a muncitorilor angajați;
- stăpânirea unei mori, a unei lăptării (маслобойня, presă de unt), sau orice alt echipament complex sau mașină complexă acționată de un motor;
- darea spre împrumut în mod sistematic a echipamentelor sau facilităților agricole;
- implicarea în comerț, cămătărie, sau alte tipuri de activități care nu implică munca directă.

Conform acestui ultim punct, orice țăran care își vindea surplusul de recoltă la piață putea fi clasificat în mod automat drept culac. Mai târziu această listă a fost extinsă pentru a cuprinde și deținerea unor facilități industriale, precum joagăre sau a pământului pentru închiriat. În același timp, ispolkomurile, (comitetele executive ale sovietelor locale) ale republicilor, regiunilor (oblastii) și teritoriilor (krai), au primit dreptul să adauge propriile criterii în funcție de condițiile locale. Începând din 1928 a apărut criza de alimente în orașe și în armată. Guvernul sovietic a încurajat formarea cooperativelor agricole și în 1929 a introdus politica de colectivizare forțată. Unii țarani au fost atrași spre colectivizare de ideea muncii mecanizate care va aduce producții sporite.
Totuși, mulți țărani nu au fost entuziasmați de ideea de a-și ceda proprietatea pentru formarea fermelor colective. Unii dintre ei au încercat să saboteze colhozurile atacându-i pe membrii colectiviști și pe oficialii guvernului, arzând recoltele și distrugând proprietățile. Mulți țărani au ales să-si ucidă vitele decât să le dea fermelor colective, ceea ce a făcut ca Sovnarkom să emită o serie de decrete care să pedepsească "sacrificarea cu rea-intenție a șeptelului" (хищнический убой скота).

## Represiunea sovietică
Stalin a cerut măsuri dure care să pună capăt rezistenței chiaburești. Culacii trebuiau lichidați prin trei metode: prin execuții, prin deportarea în colonii de muncă, (care nu trebuie confundate cu lagărele de munca, deși amândouă erau administrate de GULAG), sau prin deportarea "din regiunile cu agricultura colectivizată în totalitate". Zeci de mii de așa-ziși culaci au fost executați fără judecată, proprietățile lor au fost confiscate și au fost înglobate în gospodăriile colective, iar multe familii au fost deportate în Siberia și în Asia Centrală sovietică.
Deseori, oficialilor locali li se stabileau cote obligatorii de identificat culaci și erau forțați să folosescă puterea discreționară pentru a găsi chiaburi oriunde. Asta a dus la multe abuzuri, cazuri în care tatăl și-a angajat fiul sau familia care avea acoperiș din tablă să fie etichetați drept culaci și să fie deportați. S-a ajuns la situații dramatice, dușmănii personale sau invidii de o viața au fost "rezolvate" prin denunțuri la organele puterii sovietice, s-au produs denunțuri în cadrul aceleiași familii, (vezi cazul lui Pavlik Morozov), oameni care nu corespundeau crtiteriilor stabilite au fost transformați peste noapte în "culaci" și au suferit pedepsele prevăzute pentru aceștia.
Aceeași soartă au avut-o aceia care au fost categorisiți "sprijinitori ai culacilor" (подкулачник), aceia care au avut aceeași atitudine de opoziție față de colectivizare ca și culacii.
Un nou val de represiune, de acestă data împotriva "ex-culacilor", a fost începută în 1937 după Ordinul NKVD numărul 00447. Acesta socotea că foștii culaci mai aveau doar două opțiuni: condamnarea la moarte sau lagărele de muncă.
În conformitate cu datele din arhivele sovietice care au fost publicate în 1990, 1.803.392 de persoane au fost trimise în colonii de muncă și în lagăre între 1930 și 1931. Se știe că 1.317.022 au mai ajuns la destinație. Restul de 486.370 au murit sau au evadat. Dintre aceștia, aproximativ 100.000 au pierit mai înainte de a ajunge la destinație datorită condițiilor sanitare precare. Directivele partidului cereau să se creeze condiții sanitare proaste pentru culaci. Deportări la scară mai redusă au continuat și după 1931. numărul de culaci și membri ai familiilor lor care au murit în coloniile de muncă din 1932 până în 1940 este, după cum se recunoaște, de 389.521 de oameni.
Este dificilă aprecierea corectă a numărului de oameni care au murit din cauza "lichidării clasei sociale a culacilor". Datele din arhivele sovietice nu spun cu exactitate câți oameni au reușit să evadeze sau să supraviețuiască și ce număr de morți ar fi fost dacă deportările nu ar fi avut loc. Aceste date nu includ oamenii care au fost executați sau au murit în închisori și în gulaguri și nu în colonii de muncă. Mulți istorici consideră marea foamete ca pe un rezultat al "lichidării clasei culacilor" și de aceea ei estimează numărul total de victime la aproximativ 7 milioane. Mai multe estimări pot fi găsite la site-ul următor.
Majoritatea "culacilor" erau lucrători foarte harnici. S-a ajuns astfel la situații greu de crezut. După ce au fost colonizați forțat în Siberia și Kazahstan, după ceva vreme, "culacii" au ajuns din nou să prospere. Acest fapt a fost folosit ca bază de represiune împotriva unor secții ale NKVD-ului care erau răspunzătoare de "coloniile de muncă" (трудовые поселения) în 1938-1939 și care ar fi permis "culacizarea" (окулачивание) "deportaților din coloniile de muncă" (трудопоселенцев). Faptul că noii deportați au devenit mai bogați decât membrii colhozurilor învecinate a fost explicat prin "sabotaj" și "neglijență criminală".